# Tamás Lajos (költő)
Tamás Lajos (Szered, 1903. május 24. – Budapest, 1960. december 27.) költő, újságíró.

## Élete
Pozsonyban érettségizett, a közgazdasági egyetemet Budapesten végezte, 1925-ben diplomázott, utána Pozsonyba visszatérve rövid ideig tisztviselő, majd újságíró lett.
Első versei Galántán, 1920-ban az Új költők antológiában jelentek meg. Költői megszólalásán Ady Endre és Mécs László hatása érezhető.
Munkatársa volt a Tátra és a Magyar Írás című folyóiratoknak, később az Új Auróra szerkesztője, a Toldy Kör főjegyzője. A társaság tevékenységét 1906-tól 1935-ig követi nyomon, erről megjelent munkája forrásértékű.
A kisebbségbe szorított magyarság létproblémáit és érzéseit szólaltatta meg verseiben. A kritika eleinte Mécs–Győry–Tamás költői hármast emlegetett, mint a felvidéki magyar líra élvonalát, Tamás elismertsége és népszerűsége később csökkent, de ő továbbra is megmaradt az elesettek felé mély, keresztényi szolidaritással odaforduló szelíd hangú költőnek.
A háború után áttelepült Magyarországra, és élete utolsó másfél évtizedében Székesfehérvárott élt, ahol a Szakszervezeti Társadalombiztosítási Központ (SZTK) osztályvezetőjeként dolgozott.

## Kötetei
- Jóságom sátora (versek, Ludwig Voggenreiter Verlag, Berlin, 1927)
- Üvegen keresztül (versek, Concordia Könyvnyomda és Kiadóvállalat, Pozsony, 1929)
- Fonál mentén (versek, Magyar Minerva, Pozsony, 1932)
- Hamuszínű ég alatt (válogatott versek, Lampel R., Budapest, 1935)
- Mi történt a Kompkötő szigeten? (ifjúsági regény, a szerző rajzaival, Forrás Nyomdai Műintézet, Budapest, 1937)
- A Toldy Kör története (tanulmány, Toldy Kör, Pozsony, 1938)